# Jähi
 (mai 2024).
Jähi est un îlot inhabité du golfe de Finlande. Situé sur la frontière entre la Finlande et la Russie, il est divisé en deux entre ces deux pays.

## Géographie
Jähi est un îlot inhabité d'environ 200 mètres de long dans la partie orientale du golfe de Finlande, à environ 16 kilomètres au sud de Virolahti et de la Finlande continentale.
La partie sud-est de l'île fait partie administrativement de la région de la vallée de la Kymi au sud-est de la Finlande tandis que l'autre partie dépend du raïon de Vyborg, dans l'oblast de Léningrad, en Russie. Pour la partie finlandaise, l'îlot dépend du parc national du Golfe de Finlande oriental.

## Revendication russe
Le 21 mai 2024, un projet de décret initié par le ministère russe de la Défense est dévoilé. Il vise à
étendre unilatéralement les eaux territoriales russes en modifiant sa frontière avec la Finlande et la Lituanie en mer Baltique. La modification de frontière prévue par la Russie intègre, entre autres, l'île de Jähi ce qui la ferait passer sous contrôle russe.